# La masacre de los inocentes
La masacre de los inocentes es el tema de dos de los cuadros del pintor Peter Paul Rubens, uno de los cuales se conserva en la Galería de Arte de Ontario en Toronto (Canadá), y el otro en la Alte Pinakothek de Múnich (Alemania). Las pinturas representan el episodio bíblico de la Matanza de los Inocentes

## Historia
La última versión con este tema fue pintada alrededor de 1611. Hasta el siglo XVIII, la pintura se conservaba en una colección de Viena, Austria, junto a otro cuadro de Rubens, Sansón y Dalila. Fue descatalogada por Vicenzio Fanti en 1767, siendo atribuida a un asistente de Rubens, Jan van den Hoecke. Así permaneció hasta 1920, cuando fue vendida a una colección de una noble familia austriaca. En 1923 fue donada a un monasterio en el norte de Austria.
En 2001, George Gordon, experto en el arte flamenco y en Rubens, vio la pintura en la casa de subastas londinense Sotheby's. Pronto se dio cuenta de que era un cuadro auténtico de Rubens, pues presentaba las mismas características de otros cuadros del período. Fue vendida el 10 de julio de 2002 por 49,5 millones de libras esterlinas (unos 76,2 millones de dólares). La identidad del comprador fue revelada más tarde: se trataba del barón canadiense Kenneth Thompson, considerado el mayor coleccionista de Canadá. El precio fue, y a enero de 2007 seguía siéndolo, el mayor jamás pagado en subasta por una obra de arte antiguo. Después de la subasta la pintura fue prestada por el barón a la National Gallery de Ottawa, y en 2008 fue transferida a la Galería de Arte de Ontario dentro de una donación de múltiples obras del barón valoradas en 300 millones de dólares
.

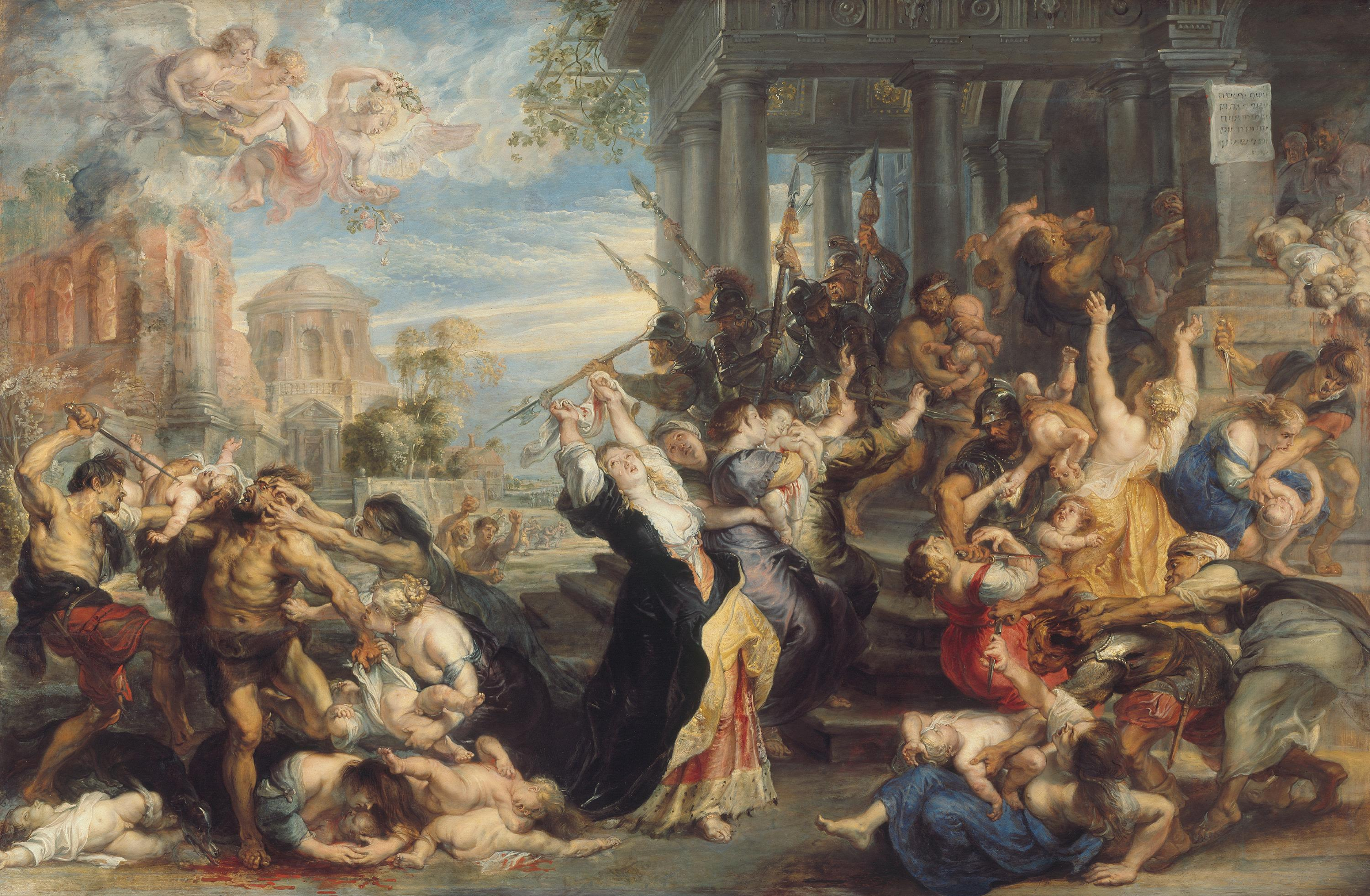
La última versión de La masacre de los inocentes. Pinacoteca Antigua de Múnich

Hacia el final de su vida, entre 1636 y 1638, Rubens pintó la segunda y última versión del tema, que fue adquirida por la Alte Pinakothek en 1706, donde aún se conserva.
De este cuadro se conserva un grabado, hecho hacia 1643 por Paulus Pontius, seguidor de Rubens.

## Análisis del cuadro
Es ampliamente aceptado como una demostración del aprendizaje del artista tras su viaje a Italia, entre 1600 y 1608, donde observó algunas obras del barroco y de pintores como Caravaggio. Estas influencias son visibles en cuanto al uso del emotivo dinamismo de la escena y de la gama cromática. También emplea por primera vez el claroscuro.